# Albert Canet
Albert Canet (n. 17 aprilie 1878, Londra, Regatul Unit al Marii Britanii și Irlandei – d. 25 iulie 1930, Paris, Île-de-France, Franța) a fost un jucător de tenis francez, medaliat olimpic. A participat la o ediție a Jocurilor Olimpice (1912) în care a câștigat două medalii de bronz.